# Respira (sèrie de televisió)
Respira és una sèrie de televisió per internet espanyola de drama mèdic creada per Carlos Montero per a Netflix. Està produïda per la productora de Montero, El Desorden Crea, i protagonitzada per Najwa Nimri, Aitana Sánchez-Gijón, Blanca Suárez, Manu Ríos, Borja Luna i Alfonso Bassave. Es va estrenar a Netflix el 30 d'agost de 2024.
El 19 de juny de 2024, Netflix va anunciar que havia renovat Respira per una segona temporada abans de l'estrena de la primera. L'11 de desembre de 2024, Netflix va confirmar oficialment la segona temporada de Respira, la qual ja s'està rodant.

## Argument
Biel és un dels residents que porta uns mesos deixant-se la pell en un hospital públic. Centenars de guàrdies, milers d'hores, que a penes li deixen temps per a la seva vida, tot amb la condició de convertir-se en el millor doctor. El que no s'imagina és que a l'hospital esclatarà una vaga total, sense serveis mínims. Els sanitaris es veuen obligats a això per a tractar de conscienciar a la població sobre el seu treball essencial i per a protestar per totes les retallades intolerables que està sofrint la sanitat pública. Però Biel i els altres residents no saben si secundar aquesta vaga que pot tenir conseqüències fatals per als pacients. I des d'aquest conflicte anirem coneixent als uns i els altres en el seu dia a dia. Qui són aquests nois sense molta experiència que es desviuen en el hospital assumint una responsabilitat excessiva, i qui són aquestes persones experimentades disposades a perdre-ho tot amb la condició de lluitar pel que creuen?

## Trama
A l'Hospital Joaquín Sorolla, un centre mèdic públic en València, l'arribada d'una pacient prestigiosa posa en relleu la complicada situació de la sanitat pública i encén la metxa del que es convertirà en una dràstica vaga sense precedents.

## Repartiment

### Principal
- Najwa Nimri com Patricia Segura, la presidenta de la Generalitat Valenciana a la qual se li diagnostica càncer de mama.
- Aitana Sánchez-Gijón com Pilar Amaro, metgessa adjunta i cap de Cirurgia. Coneguda per tenir un caràcter seriós i amarg.
- Manu Ríos com Biel de Felipe, metge resident que va ingressar a l'hospital Joaquín Sorolla després de guanyar una beca en medicina.
- Borja Luna com Néstor Moa, oncòleg i metge adjunt de Biel. Considerat per molts com el millor oncòleg del país amb un fort sentit social, de ben comú i justícia, que busca millorar les condicions de la salut pública
- Ana Rayo com Leonor "Leo" Santapau, ginecòloga, metgessa adjunta de May i exesposa de Lluís. De caràcter feminista i reivindicativa.
- Alfonso Bassave com Lluís Jornet, director del Joaquín Sorolla i exesposo de Leonor.
- Xoán Fórneas com Enrique "Quique" Román, metge resident i tecnòleg, que acaba involucrat amb el fill de Amaro.
- Macarena de Rueda com Rocío Fuster, metgessa adjunta de l'àrea d'Urgències.
- Marwa Bakhat com Mayda,  metgessa resident que està en una relació amb Rocío i esperen un bebè.
- Abril Zamora com Neus (Episodi 1 - Episodi 2 - Episodi 6; Episodi 8), cap de Psiquiatria de l'hospital.
- Blanca Martínez Rodrigo com Blanca, infermera cap de l'àrea d'emergències..
- Víctor Sáinz como Rodrigo "Rodri" Donoso (Episodi 1 - Episodi 3),metge resident i germà de Jésica.
- Javier Ballesteros com Emilio Alto, assessor i mà dreta de Patricia.
- Rafa Verdugo com Óscar Amaro (Episodi 1 - Episodi 4; Episodi 6 - Episodi 8), el fill de la doctora Amaro, qui acaba involucrat amb Quique.
- Blanca Suárez com Jésica Donoso, metgessa adjunta i germana de Rodri, considerada la millor cirurgiana de l'hospital i és la núvia de Lluís.
- Rachel Lascar com Sophie (temporada 2),[3] una prestigiosa oncòloga.
- Pablo Alborán (temporada 2))[6]

### Recurrent
- Ana Ruanocom Paula (Episodi 1 - Episodi 2; Episodi 4; Episodi 7 - Episodi 8)
- Joseph Ewonde com Agustí (Episodi 1; Episodi 4; Episodi 6; Episodi 8)
- Amin Hamada com Oriol (Episodi 2 - Episodi 8)
- Kuni Tomita com Germán (Episodi 2 - Episodi 3; Episodi 5 - Episodi 6; Episodi 8)
- Álex Medina com Hugo Jornet Santapau, el fill de Lluís i Leonor .(Episodi 2 - Episodi 3; Episodi 6; Episodi 8)
- Juan Fleta com Juan Anestesista (Episodi 1; Episodi 4; Episodi 7)

## Episodis
| Núm. total | Núm. de la temporada | Títol                     | Direcció       | Guió                                 | Data d'estrena original |
| ---------- | -------------------- | ------------------------- | -------------- | ------------------------------------ | ----------------------- |
| 1          | 1                    | «Por encima de todo»      | David Pinillos | Carlos Montero                       | 30 d'agost de 2024      |
| 2          | 2                    | «Madera de médico»        | David Pinillos | Carlos Montero i Carlos Ruano        | 30 d'agost de 2024      |
| 3          | 3                    | «Páramos»                 | David Pinillos | Carlos Ruano                         | 30 d'agost de 2024      |
| 4          | 4                    | «Confío en ti»            | David Pinillos | Carlos Ruano i Pablo Paiz            | 30 d'agost de 2024      |
| 5          | 5                    | «Huelga»                  | Marta Font     | Guillermo Escribano                  | 30 d'agost de 2024      |
| 6          | 6                    | «El último hombre en pie» | Marta Font     | Carlos Ruano i Pablo Paiz            | 30 d'agost de 2024      |
| 7          | 7                    | «Tierra quemada»          | Marta Font     | Guillermo Escribano i Carlos Montero | 30 d'agost de 2024      |
| 8          | 8                    | «Gota fría»               | David Pinillos | Carlos Ruano                         | 30 d'agost de 2024      |

## Producció
El 5 de juliol de 2023, Netflix va anunciar que havia iniciat la preproducció de la sèrie de drama mèdic Respira, la qual va ser creada per Carlos Montero com la segona sèrie produïda íntegrament per la seva productora, El Desorden Crea, després de Todas las veces que nos enamoramos. El 24 d'octubre de 2023, Netflix va llançar la primera imatge de la sèrie i va anunciar que el seu rodatge ja havia iniciat a l'agost d'aquest mateix any, tenint lloc al llarg de 19 setmanes a Madrid i València. Les instal·lacions del fictici hospital de Joaquín Sorolla, on s'ambienta la sèrie, van ser recreades en el centre de producció de Netflix a Tres Cantos.
El 19 de juny de 2024, Netflix va anunciar que havia renovat Respira i una altra de les seves futures sèries espanyoles, Manual para señoritas, per segones temporades, ambdues abans de les estrenes de les seves respectives primeres temporades.

## Llançament i màrqueting
Al maig de 2024, Netflix va iniciar la promoció de Respira amb la revelació de vuit noves imatges del rodatge. A la fi de juny de 2024, Netflix va anunciar que l'estrena de la sèrie en la seva plataforma estava previst per al 30 d'agost de 2024.